# Beldubi
Beldubi é uma vila no distrito de Haora, no estado indiano de Bengala Ocidental.

## Demografia
Segundo o censo de 2001, Beldubi tinha uma população de 8983 habitantes. Os indivíduos do sexo masculino constituem 50% da população e os do sexo feminino 50%. Beldubi tem uma taxa de literacia de 62%, superior à média nacional de 59,5%; com 56% para o sexo masculino e 44% para o sexo feminino. 14% da população está abaixo dos 6 anos de idade.